# Abraham Mignon
Abraham Mignon (pokřtěn 21. června 1640 ve Frankfurtu nad Mohanem – pohřben 27. března 1679 v Utrechtu) byl německo-nizozemský malíř květinových zátiší.

## Životopis
Byl nejstarším ze čtyř dětí obchodníka Petra Mignona (1617–1660) a Cathariny le Bleu (1619–1673). Jeho kalvínští rodiče byli původem z jižního Nizozemí a do Frankfurtu nad Mohanem uprchli z náboženských důvodů. V roce 1649 se přestěhovali do Wetzlaru a nechali mladého Abrahama v péči malíře zátiší a obchodníka s uměním Jacoba Marrela, který měl ve schopnosti mladého umělce takovou důvěru, že ho pověřil vyučováním své nevlastní dcery Marie Sibylly Merianové. Zároveň Mignon zastupoval svého učitele v době jeho pracovních cest v Holandsku a často s ním též do zahraničí jezdil.
V roce 1664 se Marrell a Mignon přestěhovali z Frankfurtu do Utrechtu. Abraham se zde dostal pod umělecký vliv Jana Davidszoona de Heema, stal se v roce 1669 jeho učněm a působil také jako jeho asistent; po odchodu de Heema do Antverp v roce 1672 Mignon převzal jeho dílnu. Roku 1669 pravděpodobně vstoupil do místního Cechu svatého Lukáše a roku 1672 se jako oddaný vyznavač kalvínské víry stal jáhnem valonské církve.
Jeho manželkou byla Marie Willaertsová, dcera Cornelise Willaertse, s kterou se oženil v Utrechtu 3. února 1675. Manželé měli dvě dcery – Catharinu (pokřtěnou 17. listopadu 1675) a Annu (pokřtěnou 20. února 1678).

## Dílo
Mignon byl zdatným následovníkem Jana Davidszoona de Heema, s kterým i spolupracoval na některých jeho dílech. 
Ve vlastních zátiších se zaměřoval na ztvárnění květin, girland, ovoce a ptáků, za pozadí často sloužil les, kamenná římsa, výklenek, ruina či jeskyně. Mignonovy obrazy se vyznačují stejným opulentním stylem kompozice a propracovaným použitím barev jako De Heemova díla, mnohdy je ale překonávají množstvím různých vyobrazení, například hmyzu. Jeho díla byly výsledkem pečlivého pozorování přírody a vyznačovala se detailním zpracováním. Oblíbeným motivem bylo znázornění růží na tmavém pozadí.
Jeho obrazy se staly populárními a v 17. a 18. století se prodávaly za vysoké částky. Saský kurfiřt vlastnil třináct jeho děl, později odkázaných Galerii starých mistrů v Drážďanech (8 bylo ztraceno během 2. světové války). Jeho díla měly ve svých sbírkách i další významné  osobnosti, například francouzský král Ludvík XIV. Je pravděpodobné, že mnoho z přibližně čtyř set obrazů, které mu byly připisovány, bylo vytvořeno jeho pomocníky nebo následovníky.
Díla Abrahama Mignona jsou zastoupena ve více než čtyřiceti muzeích po celé Evropě, jmenovitě například v  Louvru, Rijksmuseu, 
Ashmoleově muzeuu, Ermitáži či v obrazárně Mauritshuis. V Národní galerii v Praze se nachází obraz Zátiší s pohárem vína, ovocem a ústřicemi (zřejmě z roku 1669–1672), který je Mignonovou kopií malby Jana Davidszoona de Heema Zátiší s ovocem v krajině.

## Galerie

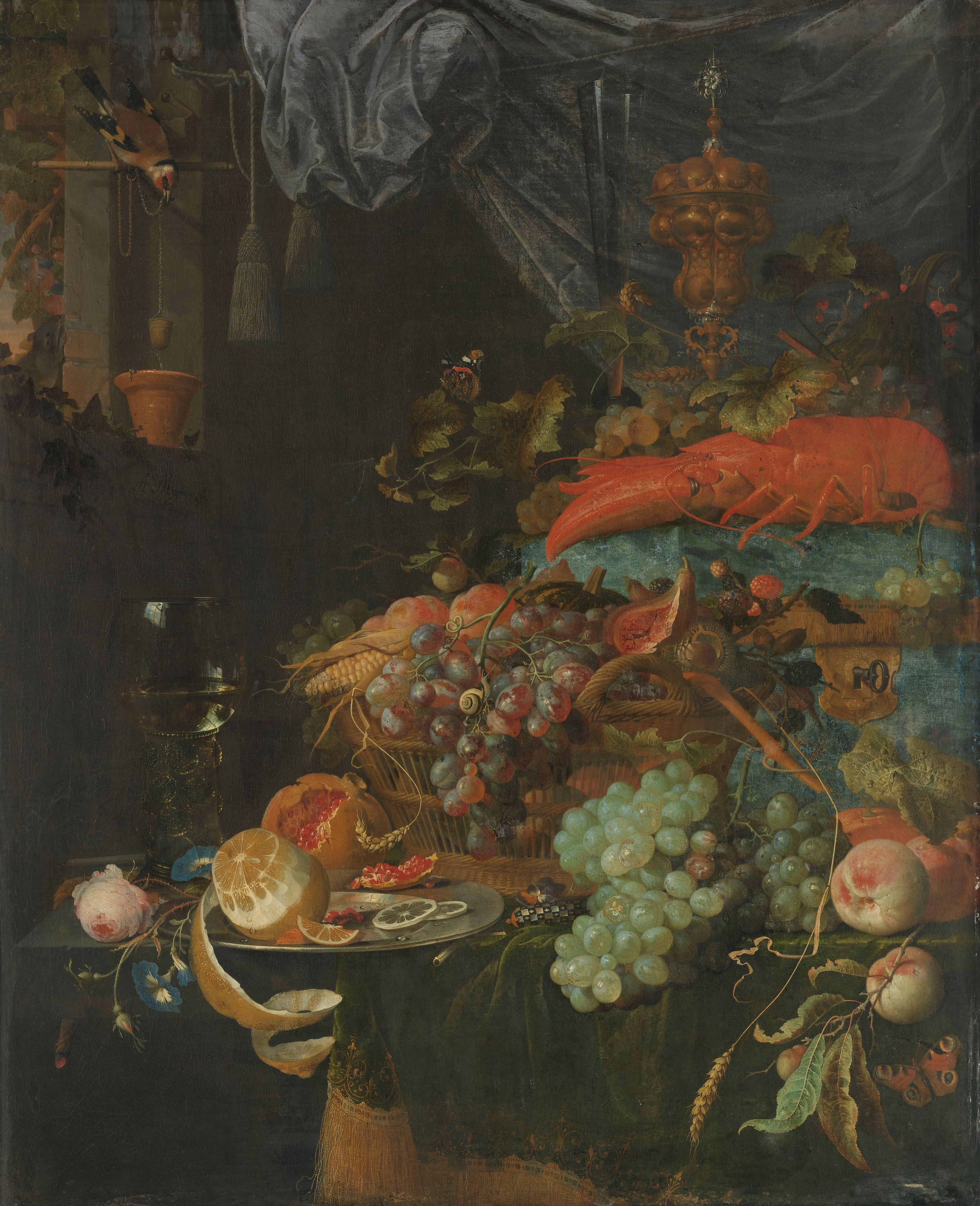
Stilleven met vruchten en een puttertje (Zátiší s ovocem a stehlíkem)
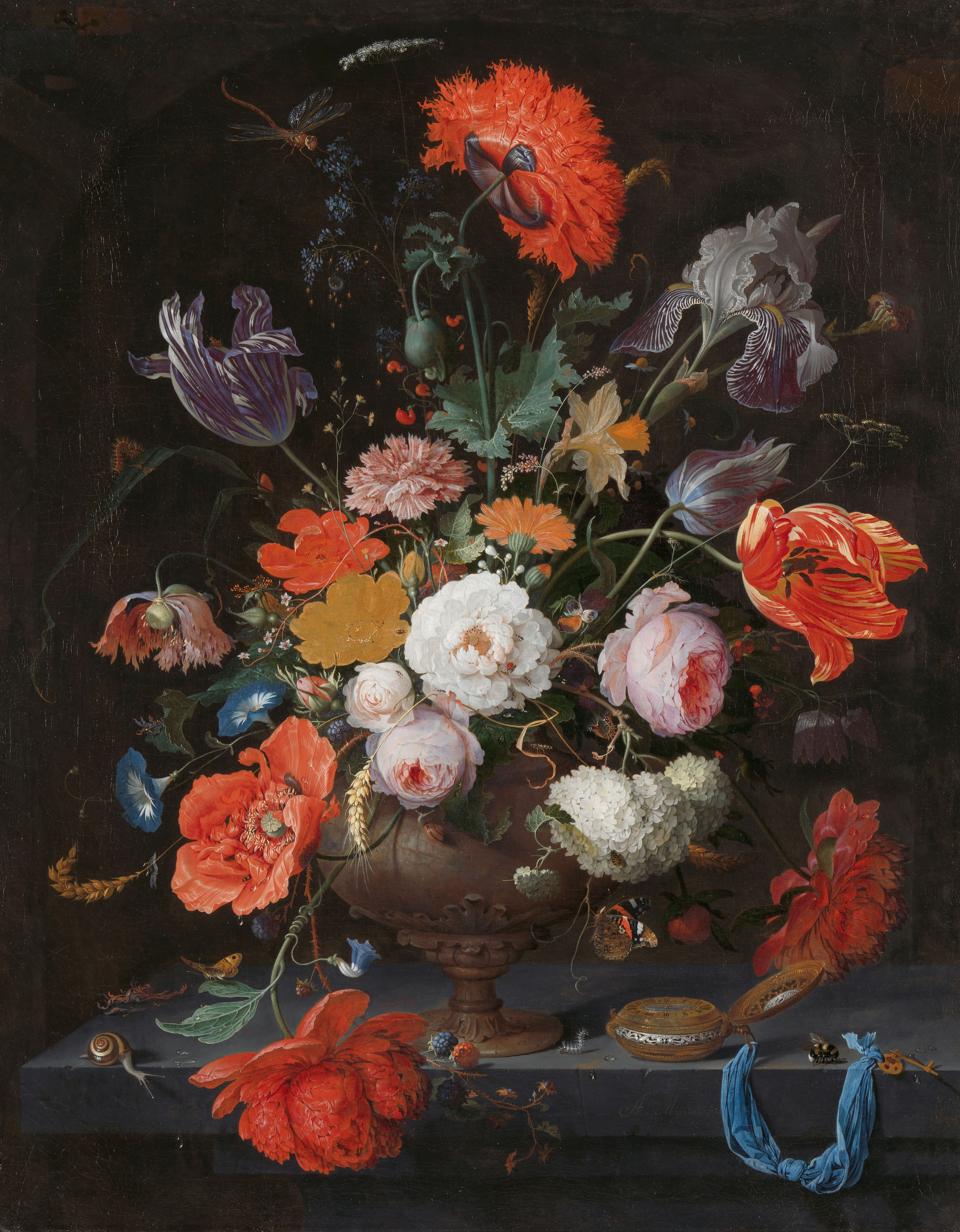
Stilleven met bloemen en een horloge (Květinové zátiší s hodinkami)
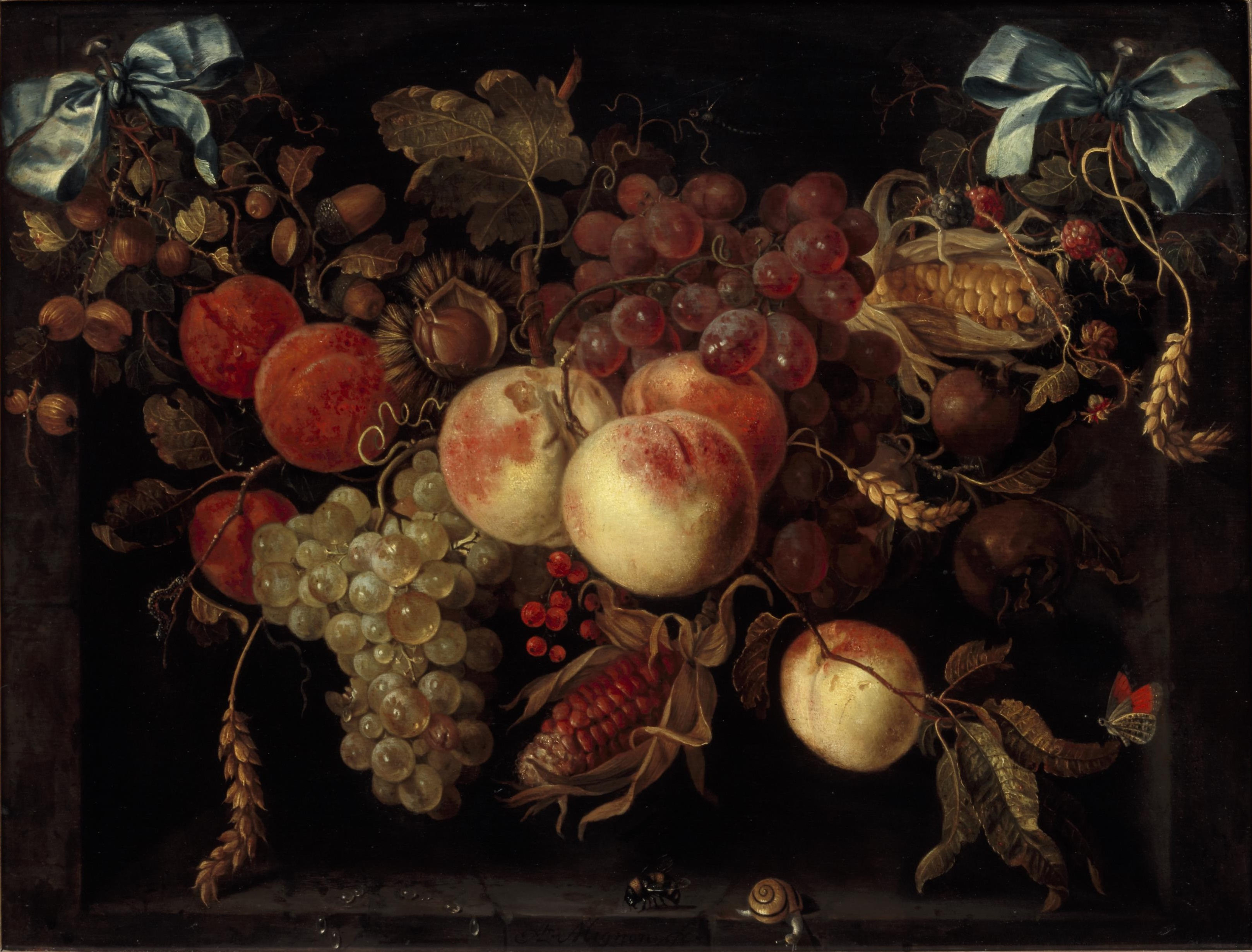
Vruchtenfestoen (Feston s ovocem)
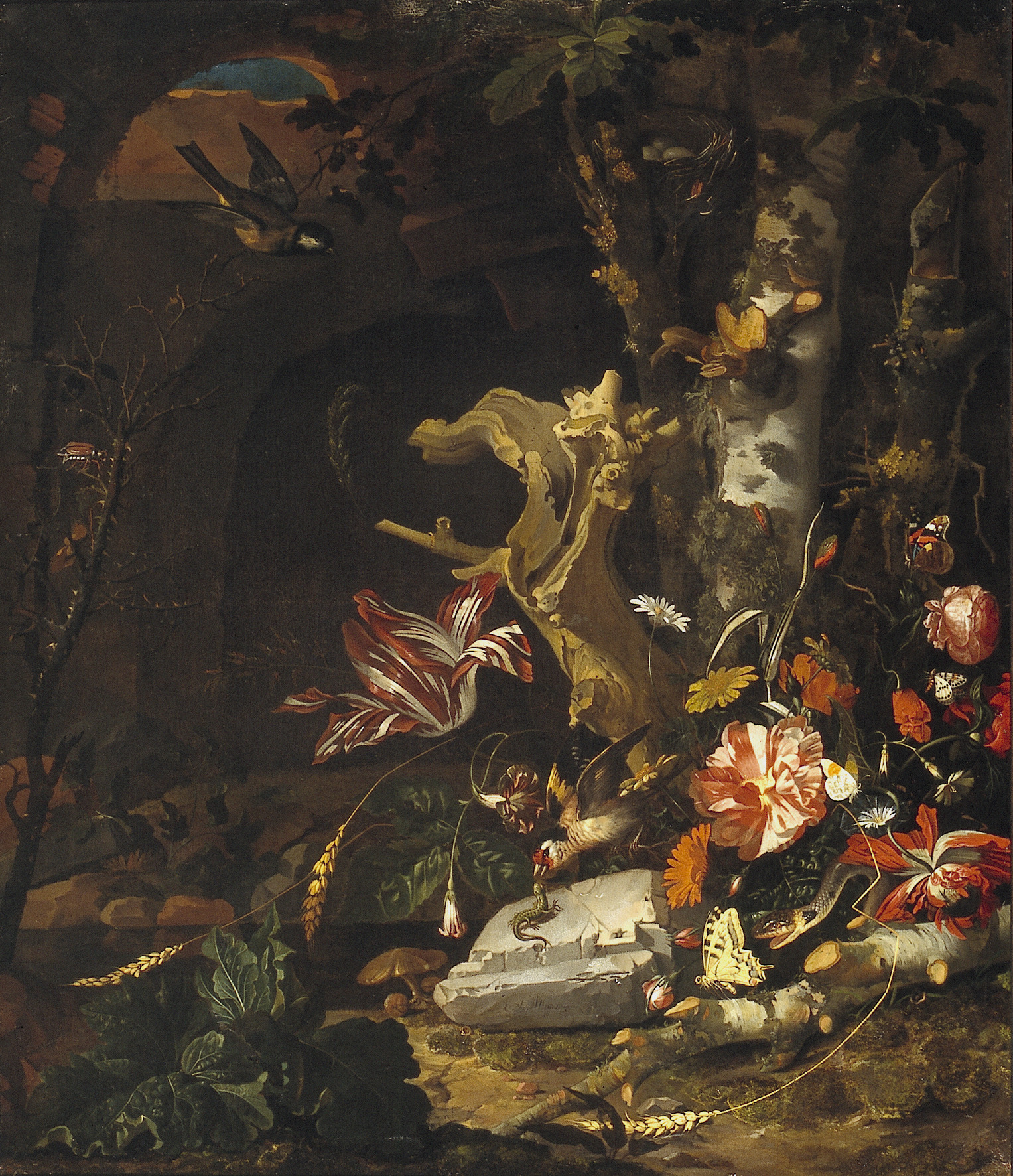
Stilleven met bloemen en dieren bij een boom (Zátiší s květinami a zvířaty u stromu)

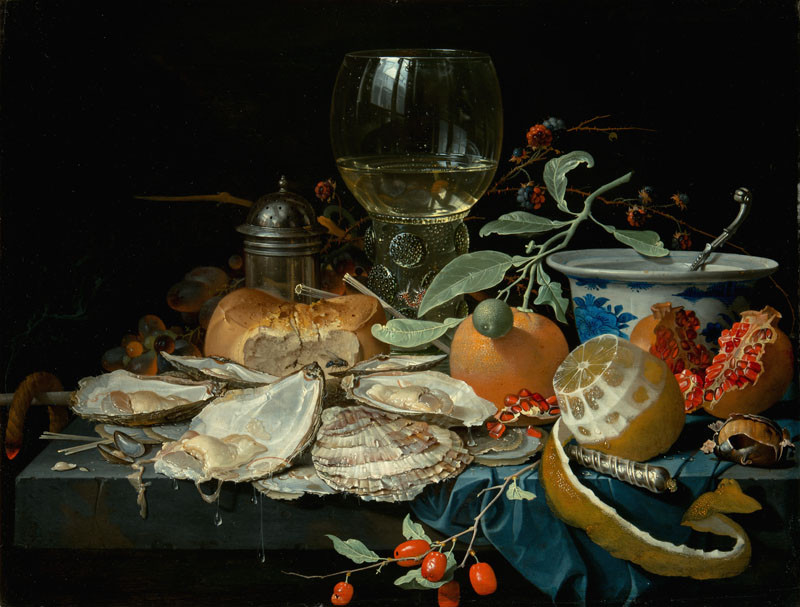
Zátiší s pohárem vína, ovocem a ústřicemi
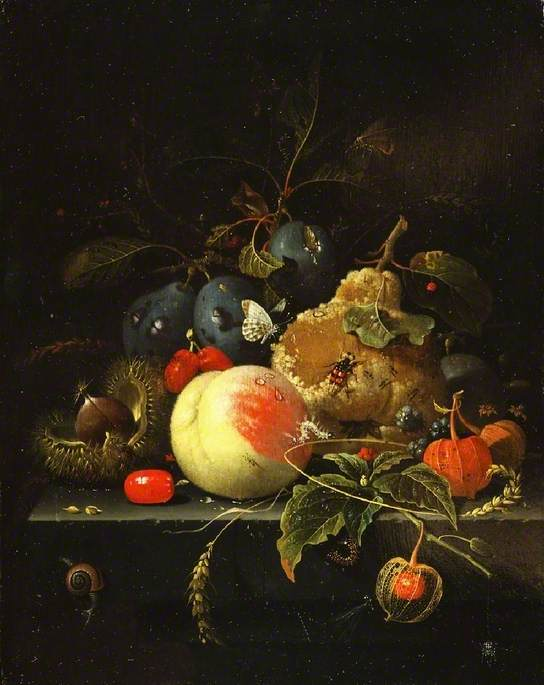
Still Life, Fruit and Nuts on a Stone Ledge (Zátiší, ovoce a ořechy na kamenné římse)
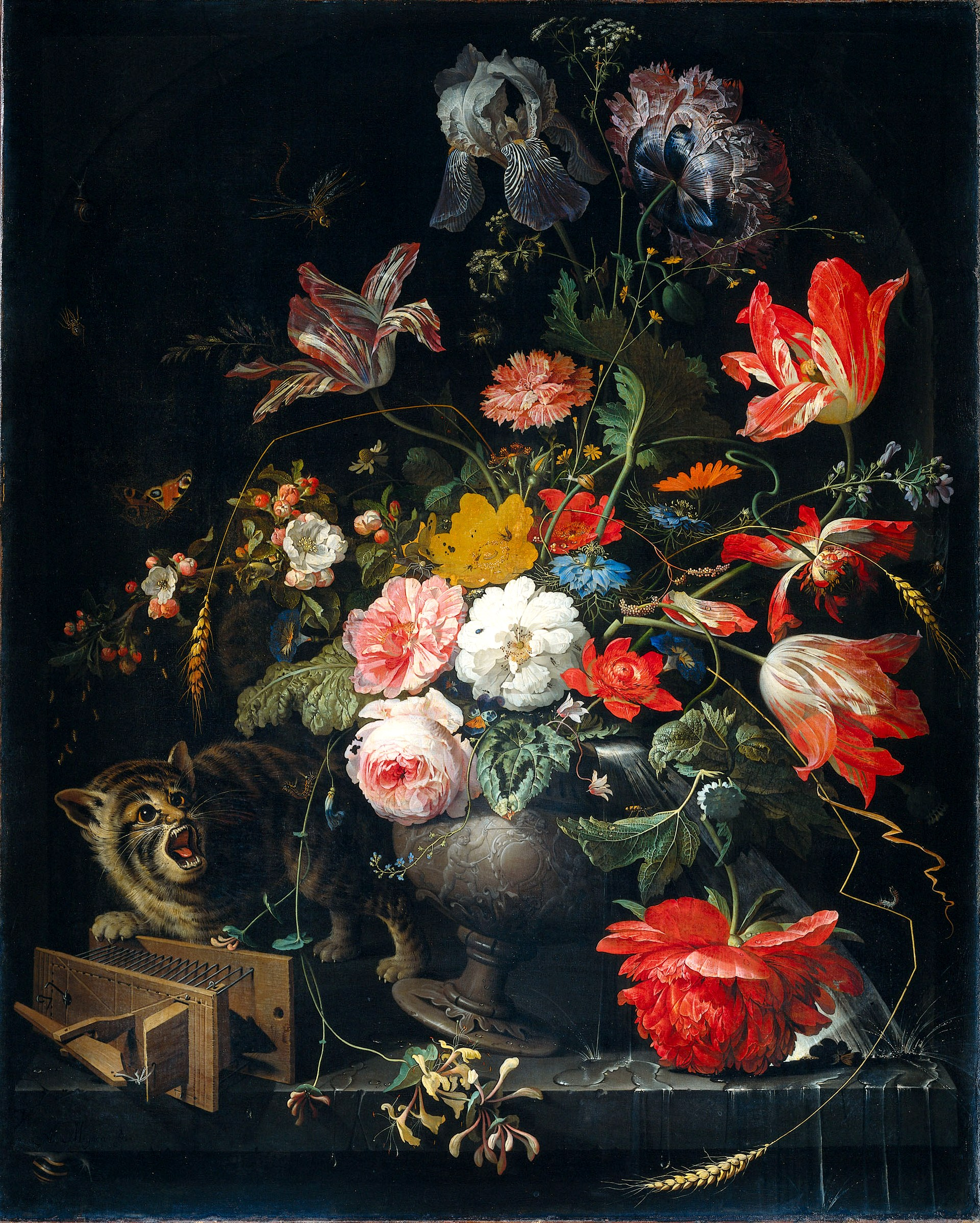
De omvergeworpen ruiker (Převrhnutá váza)
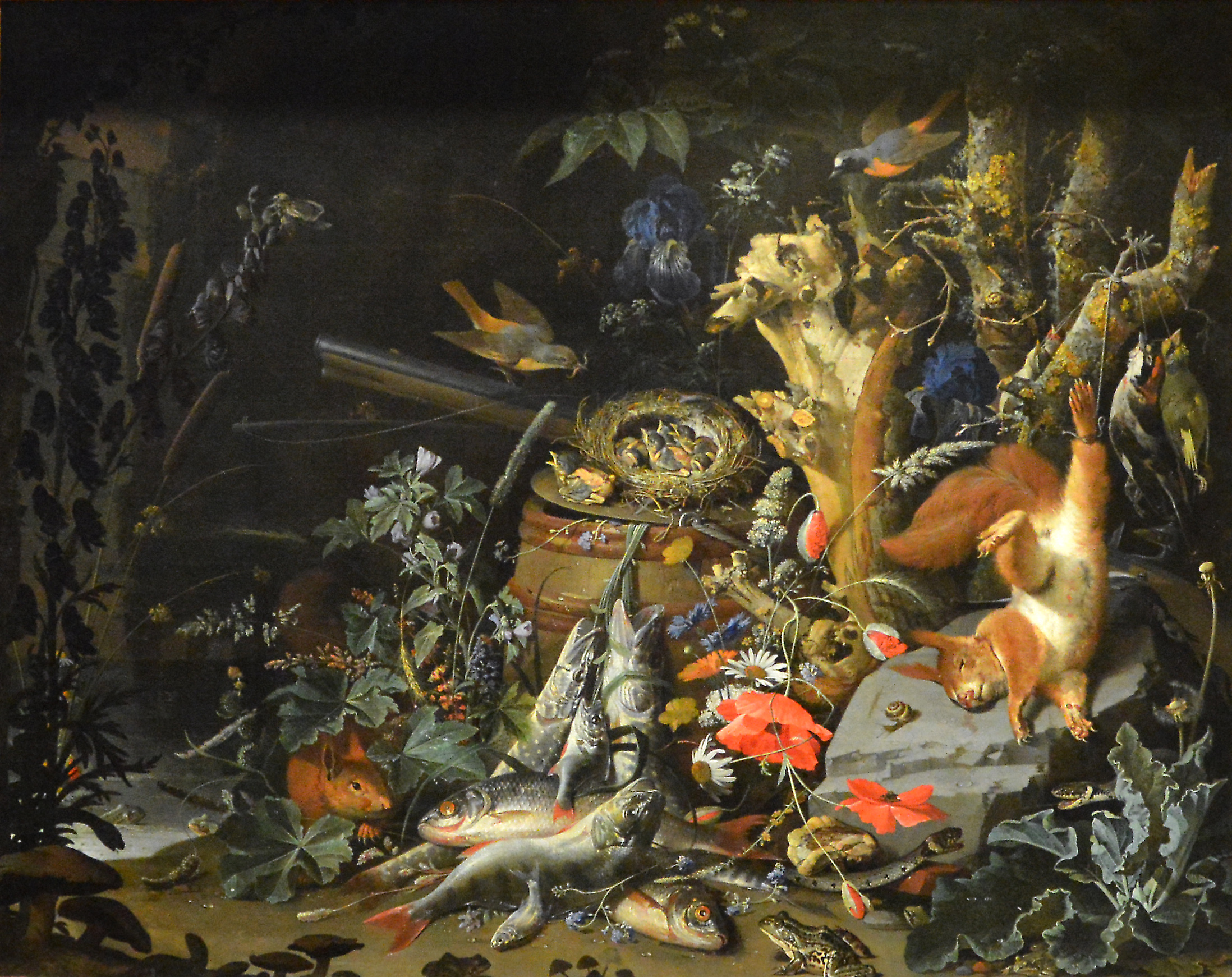
Nid de rouges-queues à front blanc (Rehčí hnízdo)